# Саразен, Жак
Жак Саразен, также Сарразен (фр. Jacques Sarazin, Sarrazin; 8 июня 1592, Нуайон (департамент Уаза) — 3 декабря 1660, Париж) — французский скульптор, живописец, рисовальщик и художник-декоратор, представитель «большого стиля» эпохи царствования Людовика XIV. Один из первых двенадцати академиков — «старейшин» (с 1648) и директор (1654—1660) Королевской академии живописи и скульптуры.

## Биография и творчество
Жак Саразен родился в Нуайоне, на севере Франции; вместе с братом Пьером Саразеном (1601—1679) отправился в Париж, где некоторое время был учеником скульптора Никола Гиллена (Nicolas Guillain) и познакомился с его сыном, Симоном Гилленом, также известным скульптором. В 1610 году отправился с целью совершенствования мастерства в Рим, работал там до 1628 года. В Риме он получил заказ от кардинала Альдобрандини и создал сад скульптуры на вилле Альдобрандини во Фраскати (около 1620 года).
В 1622—1627 годах Жак Саразен выполнял лепные работы стукко для главного алтаря церкви Сант-Андреа-делла-Валле, а также в Сан-Лоренцо-ин-Миранда в Риме. Работая над алтарём Сант-Андреа-делла-Валле, Саразен подружился с Доменикино, который там же выполнял росписи. Дружба с Доменикино и изучение произведений Микеланджело в Риме способствовали развитию его способностей, и по возвращении в 1628 году в Париж он получил известность благодаря созданию четырёх стукковых фигур ангелов для главного алтаря церкви Сен-Николя-де-Шамп, высоко оценённых благодаря изяществу композиции и свободной манере лепки. В 1631 году Жак Саразен женился на племяннице академического живописца Симона Вуэ, с которым познакомился в Риме.
Назначенный в 1631 году королевским скульптором и живописцем (Sculpteur et peintre ordinaire du roi), Саразен выполнил ряд работ для Людовика XIII и его жены Анны Австрийской, в частности портреты и скульптуры надгробий (уничтожены во время революции). Его деятельность и репутация привлекли внимание суперинтенданта королевских строений Франции Франсуа Сюбле де Нойе, министра Людовика XIII, который передал ему заказ на скульптурное оформление портала и купола «Павильона часов» (Pavillon de l’Horloge), или Павильона Сюлли, в центре западного фасада «Квадратного двора» (Cour Carrée) Луврского дворца. Именно для верхнего яруса этого павильона, надстроенного архитектором Жаком Лемерсье, в 1624—1630-х годах, Саразен вылепил восемь фигур кариатид, созданных, как считается, под влиянием творений Микеланджело, хотя прототипом, без сомнения, являются фигуры «Портика кариатид» храма Эрехтейон афинского Акрополя (421—406 гг. до н. э.). Сам скульптор в Афинах не был, но фигуры афинских кариатид рисовали многие художники. В 1550 году Жан Гужон, архитектор и скульптор, который тоже не был в Греции, создал группу кариатид для Шведского зала (Зала кариатид) Лувра, используя виденные им рисунки. Саразен создавал свои модели в 1636 году, основываясь на рисунках путешественников по Греции и работе Гужона. Статуи в натуральную величину были выполнены в 1639—1640 годах его помощниками Жилем Гереном, Филиппом де Бюстером и Тибо Пуассаном.
Впоследствии Жак Саразен выполнял заказы королевы Франции; его последней крупной работой стали фигуры надгробия «Капеллы сердец принцев Конде» в замке Шантийи (1660—1663). Ещё в 1648 году Саразен получил заказ на создание большого надгробного монумента принцев Конде для Église Saint-Paul-Saint-Louis в Париже. Его создание затянулось по политическим обстоятельствам. Ко времени смерти Саразена в 1660 году все части были закончены, но не собраны. Композиция была завершена к 1663 году Пьером Ле Гро Старшим, учеником и помощником Саразена. Позднее памятник с некоторыми изменениями был перенесён в Шантийи.
В 1648 году Жак Саразен стал одним из создателей и первых профессоров Королевской Академии живописи и скульптуры. С 1655 года последние пять лет жизни состоял ректором академии. Саразен выполнял множество работ по скульптурному оформлению королевских резиденций, аристократических вилл и особняков. Его главными помощниками и учениками были Герен, де Байстер, Гаспар и Бальтазар Марси, Жерар ван Опсталь, Этьен Ле Онгр, а позже Пьер Ле Гро Старший, которые, в свою очередь, стали выдающимися скульпторами на службе Людовика XIV.
Саразен скончался до того, как были начаты большие скульптурные работы для версальских интерьеров и садов, тем не менее его следует считать одним из родоначальников так называемого «большого стиля» эпохи Короля-Солнце Людовика XIV, сочетающего элементы классицизма и барокко. Именно Саразен привёз из Италии во Францию художественный стиль раннего барокко. Его работы 1630-х годов уже демонстрируют тот стилевой подход, который стал типичным для версальской скульптуры второй половины XVII века.
Кроме скульптуры, Саразен занимался живописью, но ни одна из его картин не сохранилась.

## Галерея

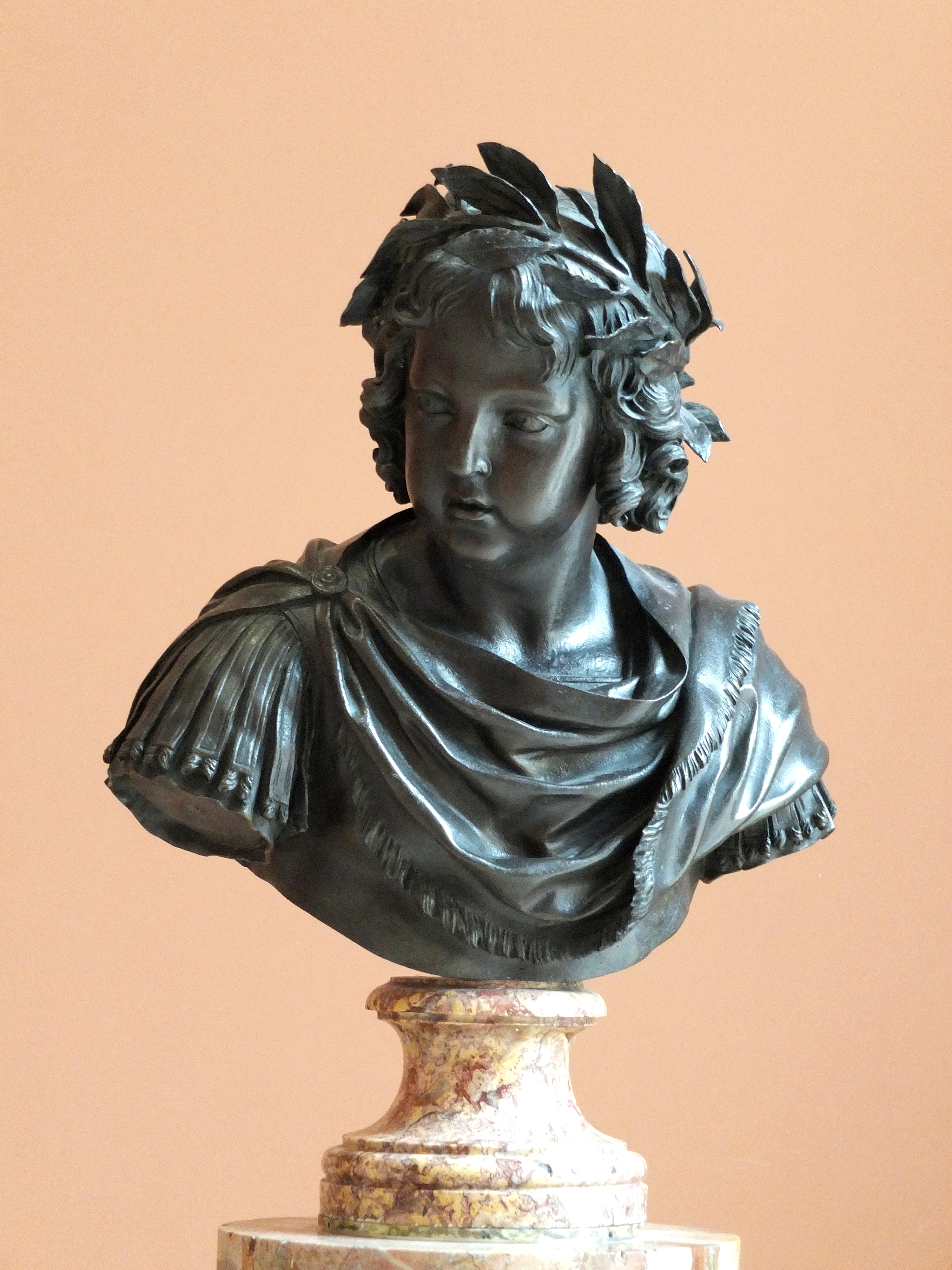
Людовик XIV в возрасте пяти лет. 1643. Бронза. Лувр, Париж
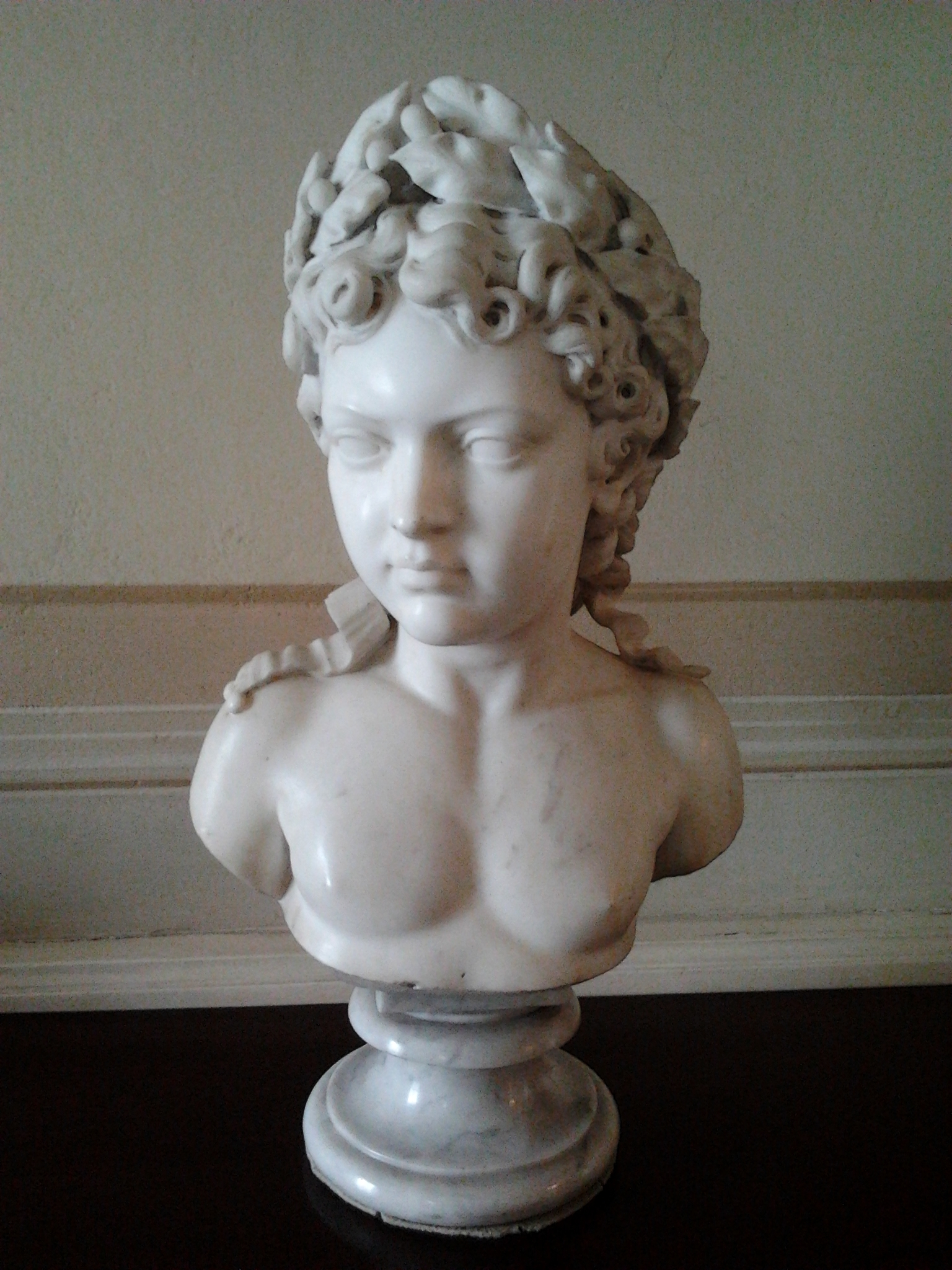
Людовик XIV в возрасте десяти лет. 1648. Мрамор. Национальный музей, Варшава
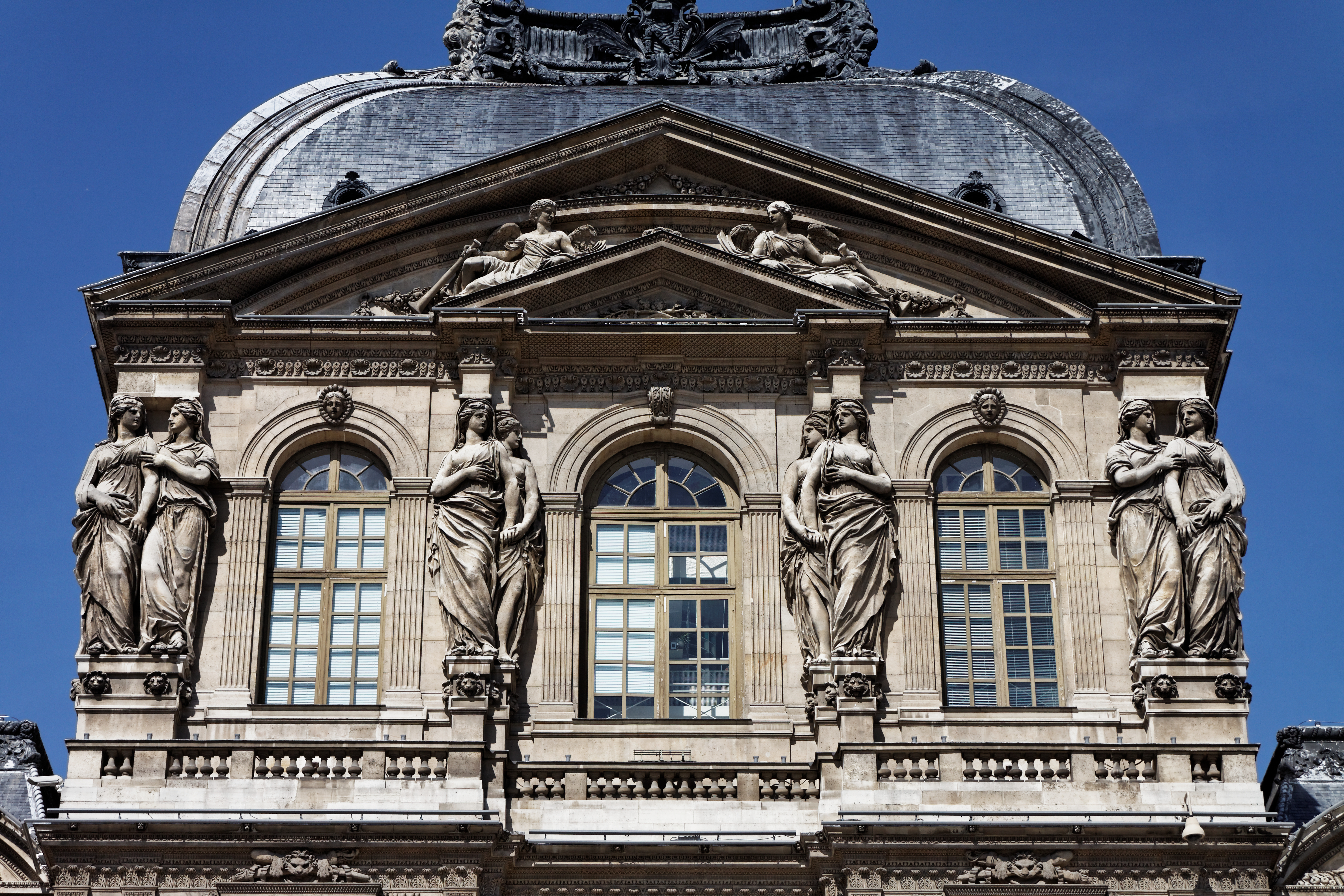
Кариатиды «Павильона часов». Архитектор Ж. Лемерсье. 1639—1640. Дворец Лувра, Квадратный двор
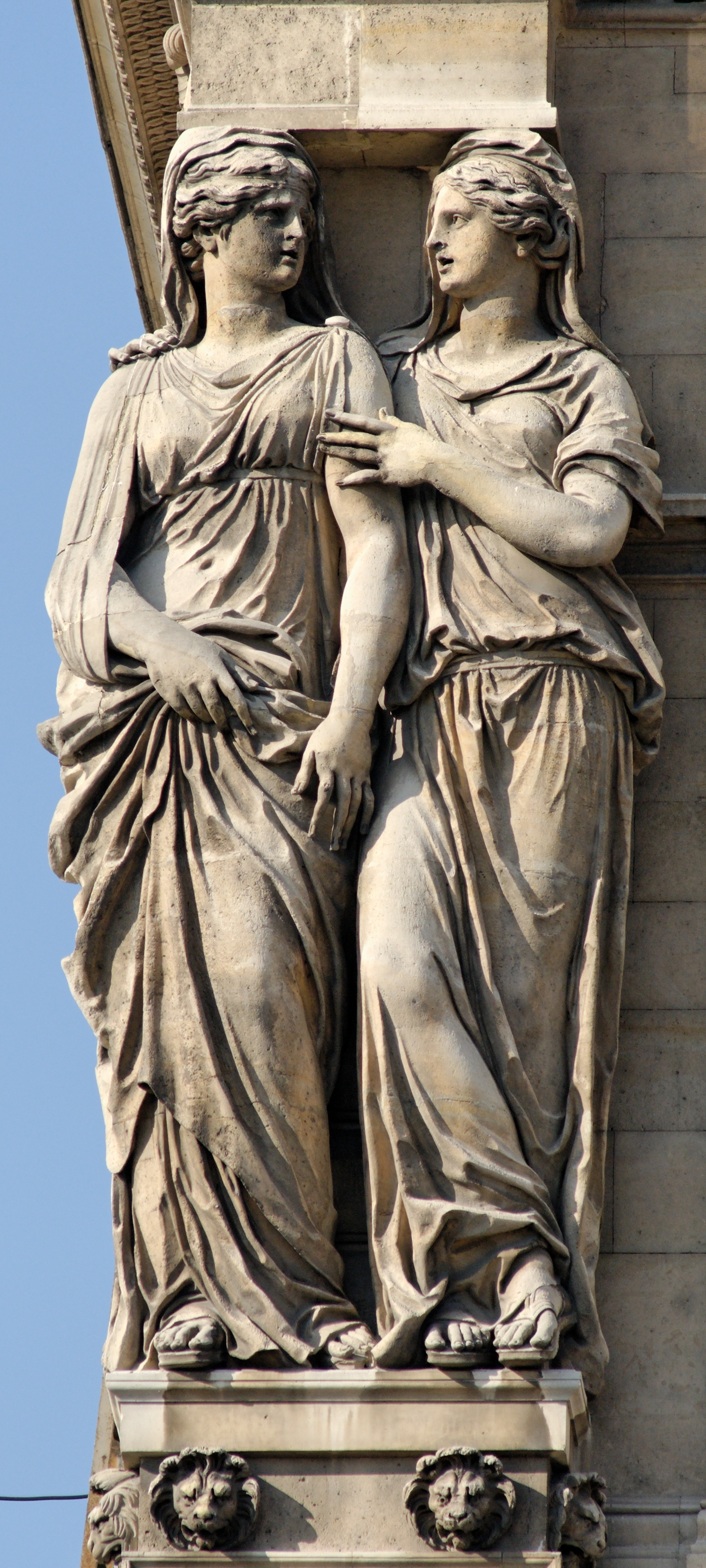
Две кариатиды «Павильона часов»
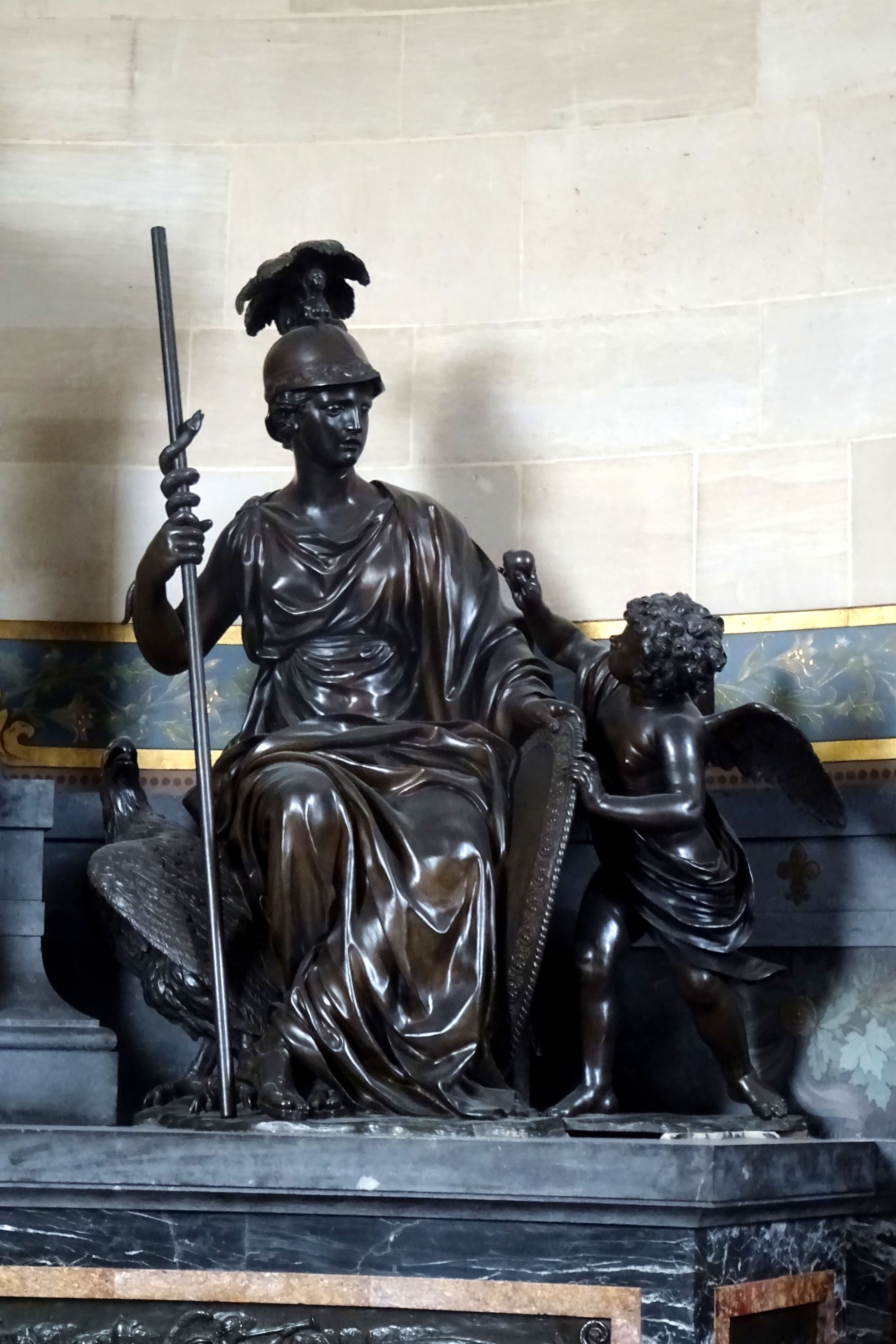
Благоразумие. 1660. Бронза. Мавзолей принца Генриха II Конде. Капелла сердец принцев Конде, Шантийи
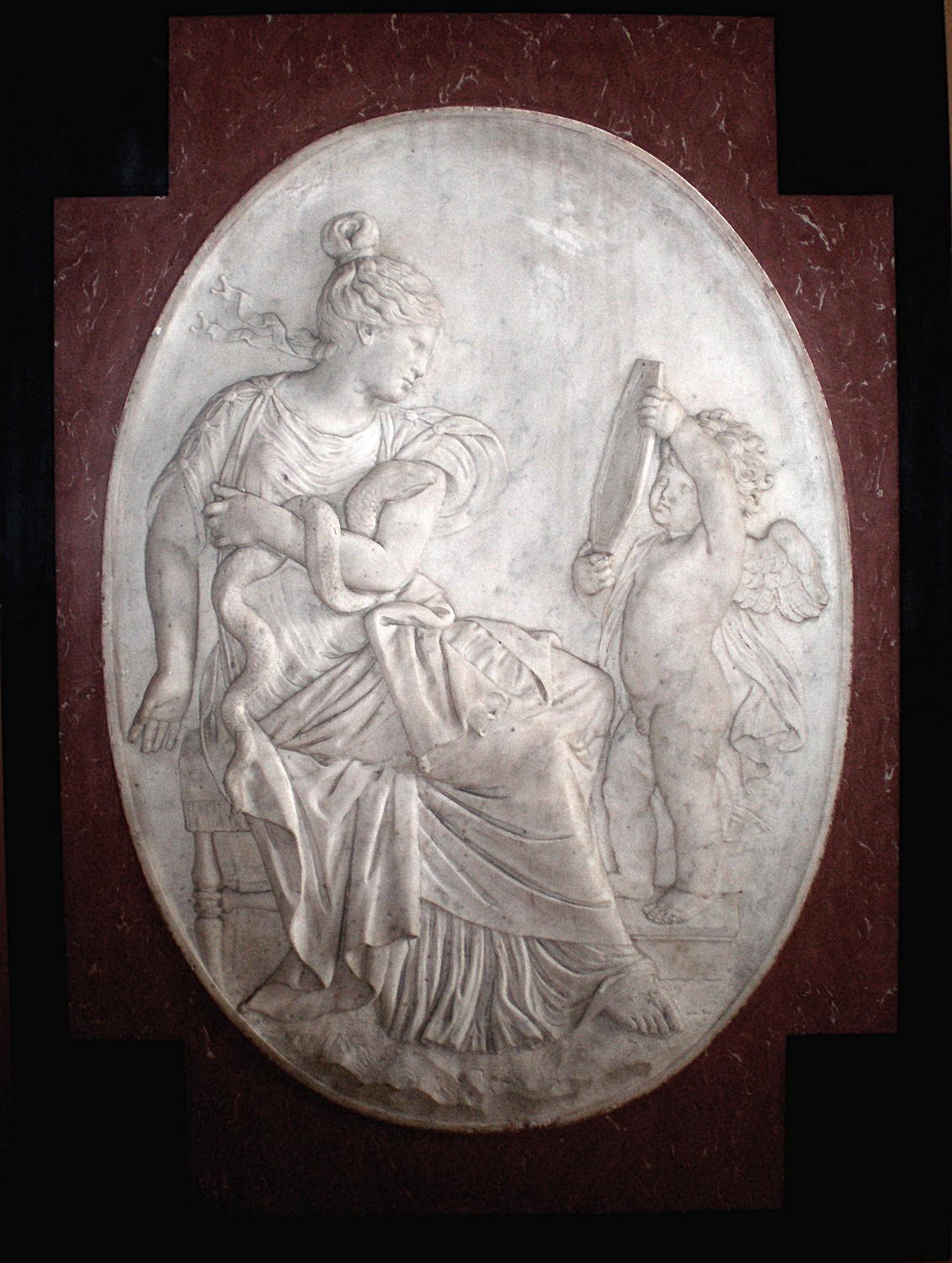
Благоразумие. Рельеф Монумента сердца Людовика XIII. 1643. Мрамор. Лувр, Париж
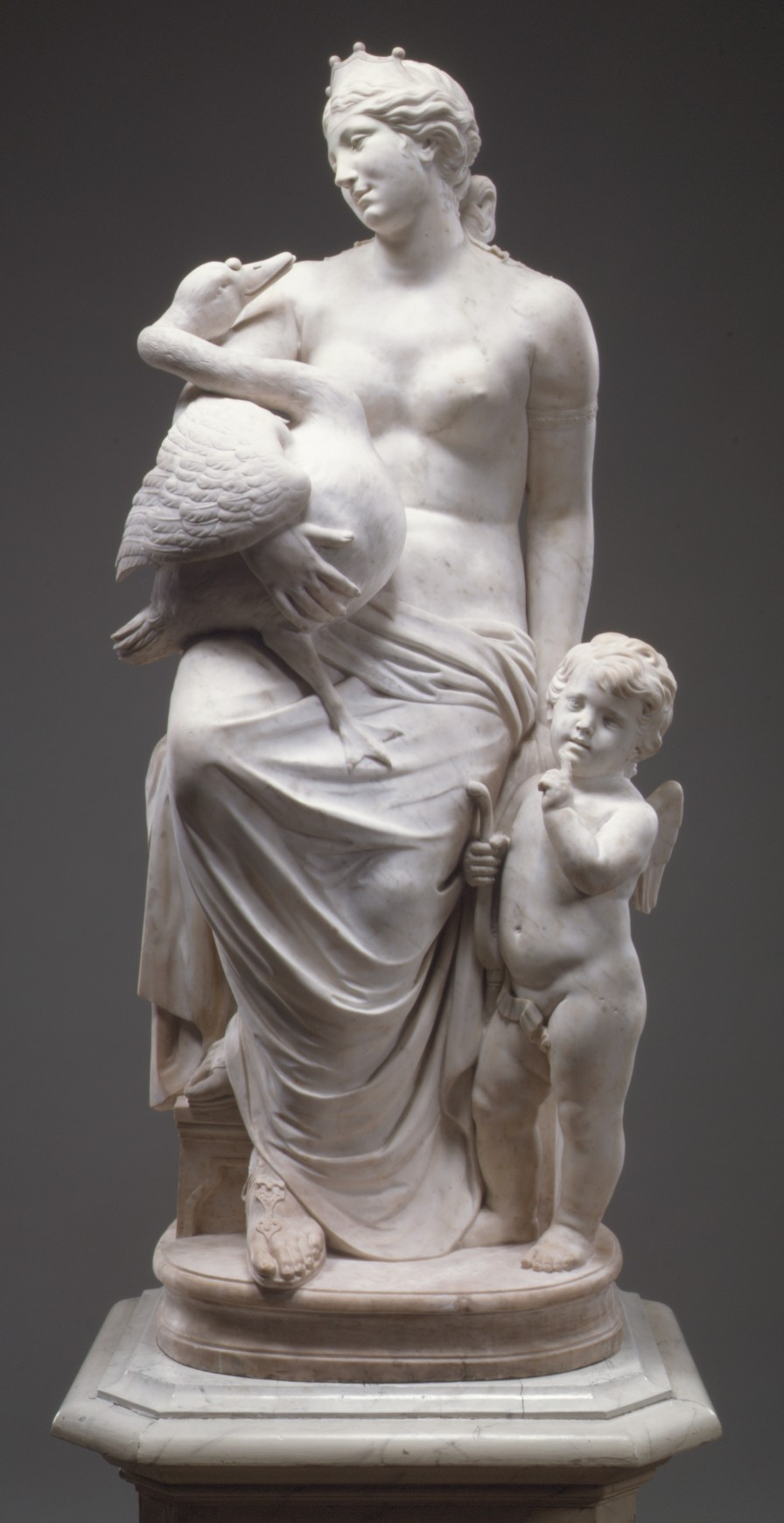
Леда и лебедь. Ок. 1650. Мрамор. Метрополитен-музей, Нью-Йорк